# United States Intelligence Community

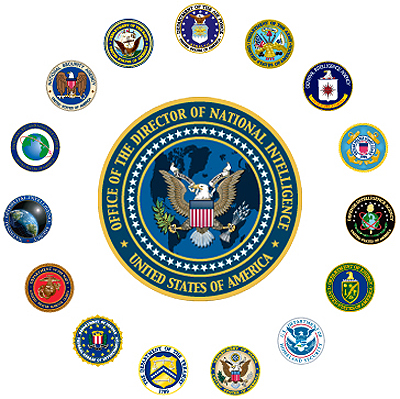
Alternatives Siegel der US Intelligence Community

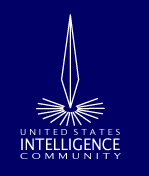
Bisheriges Logo der US Intelligence Community

Die United States Intelligence Community (IC; deutsch Nachrichtendienstgemeinschaft der Vereinigten Staaten) ist ein Zusammenschluss von 18 Nachrichtendiensten der Vereinigten Staaten. Der Gesamtumfang der Tätigkeiten der US-Geheimdienste übersteigt diejenigen anderer demokratischer Staaten bei weitem.
Präsident Ronald Reagan verfügte die Bildung dieser Intelligence Community am  4. Dezember 1981 durch einen Erlass, die Executive Order 12333. Sitz der Behörde ist Washington, D.C. Die Intelligence Community wird vom Director of National Intelligence geleitet, seit 21. Januar 2021 Avril Haines.

## Mitglieder

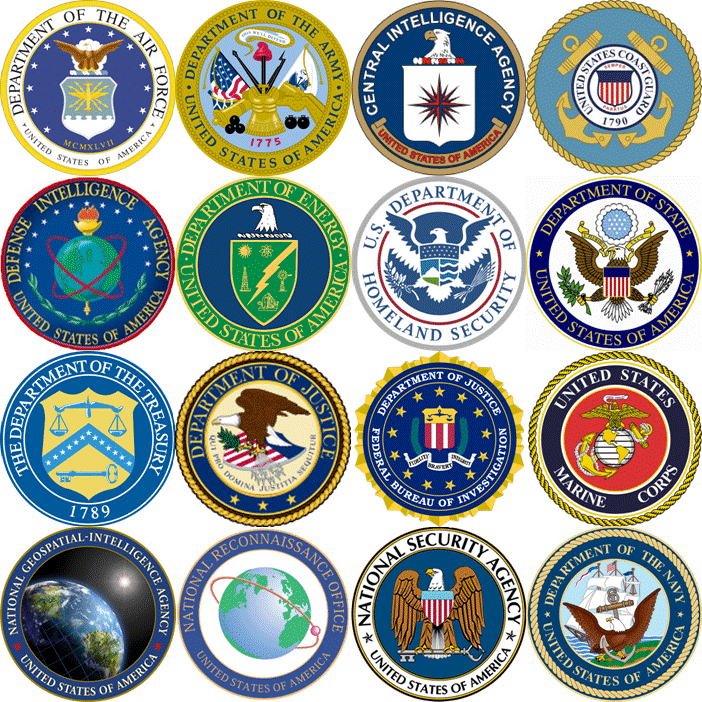
Die offiziellen Siegel von 16 Mitgliedern der US Intelligence Community

Die nachrichtendienstliche Gemeinschaft der USA besteht aus 18 Diensten; zur Gemeinschaft gehören:
- das Office of the Director of National Intelligence, die eigenständige Behörde des Leiters der 16 US-Nachrichtendienste (bzw. der nachrichtendienstlichen Abteilungen von Ministerien und Behörden (z. B. FBI)) des Director of National Intelligence. Dieses Amt wurde früher in Personalunion vom Leiter der CIA ausgeübt, wurde aber 2004 gesetzlich, 2005 praktisch verselbständigt, um die Koordination und Zusammenarbeit der in den USA sehr zersplitterten Geheimdienstorganisationen zu verbessern.
- die eigenständige Central Intelligence Agency (CIA), der zivile Auslandsnachrichtendienst der USA
- dem US-Verteidigungsministerium untergeordnete Organisationen:
  - Defense Intelligence Agency (DIA), als Dachorganisation der Nachrichtendienste der Teilstreitkräfte:
    - Air Force mit der Air Force Intelligence, Surveillance and Reconnaissance Agency (ISR)
    - Army mit dem United States Army Intelligence Corps (G2)
    - Marine Corps mit der Marine Corps Intelligence Activity (MCIA)
    - Navy mit dem Office of Naval Intelligence (ONI)
    - Space Force mit der Intelligence, Surveillance, and Reconnaissance Enterprise (USSF ISR)

  - National Geospatial-Intelligence Agency (NGA), die mittels geospezifischer Fernaufklärung Karten- und Bildmaterial liefert.
  - National Reconnaissance Office (NRO), das die Spionagesatellitenprogramme betreibt,
  - National Security Agency (NSA) für die weltweite Überwachung und Entschlüsselung von elektronischer Kommunikation
- Energieministerium der Vereinigten Staaten: Office of Intelligence and Counterintelligence
- Außenministerium: Bureau of Intelligence and Research (INR)
- Finanzministerium: Office of Intelligence and Analysis (OIA)
- Ministerium für Innere Sicherheit (Department of Homeland Security (DHS)) und die ihr (außer im Verteidigungsfall) unterstellte
  - Coast Guard mit der United States Coast Guard Intelligence (CGI)
  - Office of Intelligence and Analysis (I&A)
- Behörden des US-Justizministeriums
  - Federal Bureau of Investigation (FBI), zu dessen traditionellen Hauptaufgaben die Spionageabwehr gehört. Später kam die Terrorabwehr dazu. Dazu unterhält es die Hauptabteilungen „National Security Division“ (Abteilung Nationale Sicherheit) und „Counterterrorism Division“ (Abteilung Terrorabwehr).
  - Drug Enforcement Administration (DEA)

## Geschichte
Der älteste Nachrichtendienst der USA ist das Office of Naval Intelligence (ONI, dt. „Amt der Marineaufklärung“), das 1882 als nachrichtendienstliche Abteilung der US Navy gegründet wurde.
Als Military Intelligence Division (MID) wurde 1885 die Nachrichtendienstabteilung der United States Army gegründet.
1941 rief Präsident Franklin D. Roosevelt das zunächst zivile „Office of the Coordinator of Information“ (COI) ins Leben, das am 13. Juli 1942 in das Office of Strategic Services (OSS) umgewandelt wurde. Er war ein operativ arbeitender Geheimdienst, der einer militärischen Gesamtorganisation, dem Joint Chiefs of Staff, unterstand. Sein Aufgabengebiet umfasste Beschaffung von Informationen, Desinformation des Gegners, psychologische Kriegführung, Partisanen-Unterstützung, Sabotage sowie Spionageabwehr. Alle Abteilungen bestanden bereits im COI.
Das OSS arbeitete weitestgehend am europäischen Kriegsschauplatz, da General Douglas MacArthur, der Oberkommandierende im Pazifik, nur mit den Geheimdiensten der Waffengattungen, insbesondere dem Military Intelligence Division des Heeres, zusammenarbeitete.
Erster Leiter des OSS war Generalmajor „Wild Bill“ Donovan, ein Freund des Präsidenten.
Das OSS wurde nach dem Zweiten Weltkrieg am 20. September 1945 wieder aufgelöst, viele der Mitarbeiter wurden aber in die 1947 gegründete CIA übernommen bzw. arbeiteten für das American Committee for a United Europe.

## Mitarbeiter und Budgets

### Enthüllungen 1974
Als Victor Marchetti und John D. Marks 1974 ihr Enthüllungsbuch CIA über diesen und die US-Geheimdienste veröffentlichten, arbeiteten ca.
- 56.000 Mitarbeiter für Air Intelligence Agency (AIA) bei einem Budget von 2,7 Milliarden US-Dollar
- 24.000 Mitarbeiter für den damals zweitgrößten US-Geheimdienst National Security Agency (NSA) mit einem Budget von 1,2 Milliarden US-Dollar
- 35.000 Mitarbeiter für den Heeresnachrichtendienst (United States Army Intelligence) mit einem Budget von 700 Mio. US-Dollar
- 16.500 Mitarbeiter für die CIA mit einem Budget von 750 Mio. US-Dollar
- 15.000 Mitarbeiter den Nachrichtendienst der Marine (Office of Naval Intelligence) mit einem Budget von 600 Mio. US-Dollar
- 5000 Mitarbeiter für die Defense Intelligence Agency (200 Mio. US-Dollar Budget), die ohne eigene Beschaffung die Erkenntnisse der Nachrichtendienste der Teilstreitkräfte für das Verteidigungsministerium, die Regierung und die anderen Dienste aufbereitete.

Darüber hinaus gab es noch die Nachrichtendienstabteilungen der US-Bundespolizei FBI mit 800 Agenten und 40 Mio. US-Dollar Budget (Internationale Sicherheitsabteilung), die Nachrichtenabteilung der Atomenergiekommission mit 300 Mitarbeitern und 20 Mio. US-Dollar Budget sowie 300 Agenten des Finanzministeriums (Department of the Treasury) mit 10 Mio. US-Dollar Budget.

### Enthüllungen 2013
Nach einem Bericht der Washington Post infolge der Enthüllungen von Edward Snowden 2013 betrug das Budget aller Nachrichtendienste der USA für das Jahr 2013 zusammengerechnet 52,6 Milliarden US-Dollar („Black Budget“). Dieser Betrag übersteigt die Ausgaben anderer demokratischer Staaten für ihre Geheimdienste bei weitem. Nachfolgend sind die fünf größten Behörden aufgeführt, deren jeweilige Budgets die Post in die vier Kategorien Unterhalt, Sammeln von Daten, Datenverarbeitung und -verwertung sowie Datenanalyse unterteilt hat.
| Name der Behörde/des Programms | Name der Behörde/des Programms           | Budget Verwaltung und Unterhalt (Management and support) | Budget Datenbeschaffung (Data collection) | Budget Datenverarbeitung und -verwertung (Data processing and exploitation) | Budget Datenanalyse (Data analysis) | Budget Gesamt |
| ------------------------------ | ---------------------------------------- | -------------------------------------------------------- | ----------------------------------------- | --------------------------------------------------------------------------- | ----------------------------------- | ------------- |
|                                | Central Intelligence Agency              | 01,8                                                     | 11,500                                    | 0,387                                                                       | 1,100                               | 14,787        |
|                                | National Security Agency                 | 05,2                                                     | 02,500                                    | 1,600                                                                       | 1,500                               | 10,800        |
|                                | National Reconnaissance Program          | 01,8                                                     | 06,000                                    | 2,500                                                                       | –                                   | 10,300        |
|                                | National Geospatial-Intelligence Program | 02,0                                                     | 00,537                                    | 1,400                                                                       | 0,973                               | 04,910        |
|                                | General Defense Intelligence Program     | 01,7                                                     | 01,300                                    | 0,228                                                                       | 1,200                               | 04,428        |
| Gesamt                         | Gesamt                                   | 12,5                                                     | 21,837                                    | 6,115                                                                       | 4,773                               | 45,225        |

Angaben in Milliarden US-Dollar